# Le Grenier de Toulouse
Le Grenier de Toulouse est une compagnie théâtrale fondée le 18 mars 1945 par Maurice Sarrazin et Simone Turck.
Après la Seconde Guerre mondiale, elle est l'une des premières compagnies de la décentralisation théâtrale en France.

## Historique

### Prologue
Le Front populaire avait favorisé l'émergence de jeunes compagnies itinérantes, héritières de Jacques Copeau, Firmin Gémier et Charles Dullin. La guerre les avait éloignées de Paris, accompagnées par le mouvement Jeune France. C'est la saison, prémisse aux actes de la décentralisation théâtrale, des Jean Dasté à Grenoble, Guy Parigot à Rennes, André Clavé à Colmar.
Pourtant, les lumières de la capitale attirent encore les jeunes acteurs. Ainsi, Maurice Sarrazin, et ses amis comédiens, élèves du cours Mirès Vincent et transfuges comme lui du conservatoire de Toulouse, Simone Turck, Jacques Duby, Pierre Nègre et Pierre Chouvy, partent, à la Libération, à Paris. Ne parvenant pas à y faire leur place, ils décident de revenir à Toulouse et fondent, dans le grenier des parents de Maurice Sarrazin, le jour de ses 20 ans, le 18 mars 1945, la compagnie du Grenier de Toulouse. 

### Premier acte
Le premier projet, Britannicus (1669) de Jean Racine, qui enthousiasme Léon Chancerel venu à la rencontre de la jeune troupe, est vite abandonné, faute de réels moyens pour monter un spectacle d'une telle envergure. Il est remplacé par de courtes pièces dont les décors sont transportables en tournée : La Peur des coups (1894) de Georges Courteline, Une demande en mariage (1884) et Sur la grand'route (1889) d'Anton Tchekhov, Les Grands Garçons (1922) de Paul Géraldy et Les Jours Heureux (1938) de Claude-André Puget qui avait été présenté par les apprentis comédiens dans le cadre du cours Mirès Vincent. La répétition générale a lieu à Septfonds et une représentation privée est donnée au Caousou. La tournée, organisée par le Mouvement de libération nationale qui propose vingt représentations dans vingt villes différentes, tourne court : les recettes des premières représentations en juin 1945 à Moissac, Castelsarrasin et Montauban sont inférieures aux dépenses engagées. Maurice Sarrazin décide de tenter le tout pour le tout et loue les 1 600 places du Capitole. Le succès est certain mais insuffisant pour rembourser les 80 000 francs (1945) de dettes : la compagnie est dissoute. 

### Deuxième acte
Et reconstituée, en septembre 1945, sans Jacques Duby et Pierre Nègre engagés entre-temps à Radio Monte-Carlo, mais avec le soutien de Louis Jouvet dont la conférence, le 17 octobre 1945 au Capitole, organisée par Sarrazin et Chouvy, dégage des recettes suffisantes pour rembourser les dettes, et assure la publicité des prochains spectacles de la nouvelle compagnie du Grenier de Toulouse. Tirant la leçon des déconvenues de la première saison, Maurice Sarrazin comprend que la recette du succès passe par une forte implantation dans la ville, préalable à un quelconque projet de tournée. Il loue la salle de l'Espoir, cinéma de cinq-cents places dans la rue du Taur, dans laquelle il prévoit de donner quatre représentations par semaine et met au programme de la saison 1945-1946 Am stram gram (1941) d'André Roussin, Eurydice (1942) de Jean Anouilh et Le Carthaginois de l'auteur comique latin Plaute. 
Am stram gram est joué douze fois à partir du 19 novembre 1945 dans la salle qui prend le nom de théâtre du Taur, Eurydice neuf fois du 21 janvier au 19 février 1946 et Le Carthaginois neuf fois également du 1er avril au 16 mai. L'accueil chaleureux du public toulousain confirme le propos de Sarrazin selon lequel : « [...] une troupe peut, en province, jouer tous  les soirs pourvu qu'elle fasse quelque chose de personnel ». Outre Simone Turck, Maurice Sarrazin et Pierre Chouvy, le noyau dur de la compagnie du Grenier de Toulouse est désormais constitué de Jacques Duby et Pierre Nègre — de retour à l'issue de leur engagement, Gustave Lacoste — ancien comédien du théâtre Sarah-Bernhardt, Maurice Germain, Pierre Mirat, André Thorent et Daniel Sorano. Tous sont originaires de Toulouse ou de sa région. Les décors sont réalisés par l'architecte-décorateur, également toulousain, Pierre Laffitte. 

### Consécration... parisienne
Si le succès est immédiat pour Eurydice, il faut attendre le retour du Carthaginois pour que les toulousains « s'arrachent les places » boudées avant la consécration parisienne comme l'évoque Maurice Sarrazin. Créé en 1946 par la direction générale des Arts et Lettres à la suite d'une proposition du critique Raymond Cogniat lors d'une discussion avec Jeanne Laurent et Jacques Jaujard, le Concours des Jeunes Compagnies, a pour objectif de révéler « les meilleures troupes de jeunes comédiens, professionnels et amateurs, de Paris et de la province ». Le premier prix de la première année du concours est remporté par le Grenier de Toulouse dans la section « Jeune compagnie professionnelle de province ». Le 19 juin 1946 en effet, Le Carthaginois est présenté au théâtre Charles-de-Rochefort devant la critique parisienne. C'est un triomphe. Daniel Sorano dans le rôle de Milfion, Simone Turck, Jacques Duby, et l'ensemble des membres de la troupe, sont longuement ovationnés. La presse unanime parle de « révélation » au même titre que celle, inoubliable, de la Compagnie du Rideau Gris venue présenter La Duchesse d'Amalfi de John Webster à la Comédie des Champs-Élysées en 1937. La troupe est aussitôt engagée pour trois mois par la direction du théâtre du  Vieux-Colombier, où le Carthaginois est donné quatre-vingt-dix-sept fois entre le 2 juillet et le 6 octobre 1946. Les plus grands noms du théâtre, Louis Jouvet, Gaston Baty, mais surtout Charles Dullin, se succèdent dans leurs loges pour complimenter les comédiens toulousains. Plus qu'un succès, c'est une consécration... parisienne. 
Au cours de la saison suivante, Am stram gram, Eurydice et Le Carthaginois sont amenés en tournée en Afrique du Nord et trois nouvelles pièces en un acte sont créées à Toulouse : L'Épidémie (1898) d'Octave Mirbeau, au théâtre du Taur le 6 décembre 1946, Dardamelle (1922) d'Émile Mazaud, au Capitole le 20 décembre 1946 et Machiavel de Michel Servine (alias Maurice Sarrazin), le 28 avril 1947 à la salle du Taur. Trois autres pièces sont montées mais ne sont pas présentées au public : Uranium 235 d'Ewan MacColl, C'est aujourd'hui vendredi (1926) d'Ernest Hemingway et La Cinquantaine (1895) de Georges Courteline. Au mois de juin, le Carthaginois est donné au Palais des beaux-arts de Bruxelles puis, au mois de juillet, qui termine la saison 1946-1947, au festival de Vaison-la-Romaine où les comédiens du Grenier sont invités par Charles Dullin qui voit en eux « ce en quoi [il a] toujours cru ». 

### Centre dramatique national
Avec le soutien de Charles Dullin et Louis Jouvet, Jeanne Laurent donne le statut de centre dramatique national  au Grenier qui devient le Centre dramatique national du Sud-Ouest le 15 janvier 1949. Maurice Sarrazin refuse un codirecteur venu de Paris, comme c'était la règle pour les premiers centres dramatiques. 
En 1950, ils s'installent pendant trois mois au théâtre de l'Œuvre où ils donnent à nouveau Le Carthaginois à partir du 1er juin. Le succès est au rendez-vous : le tout-Paris vient s'y presser. Au programme se trouvent également Les Fourberies de Scapin de Molière et L'Assemblée des femmes d'Aristophane. 
Le Grenier devient centre national dramatique et musical en février 1966, en collaboration avec l'Orchestre de chambre de Toulouse, puis d'octobre 1967 à 1969, Centre dramatique musical cinématographique national, avec le Cinéma national populaire et la Cinémathèque de Toulouse. Déjà pour le 5e festival d'Aix-en-Provence, il signe le 12 juillet 1952 la mise en scène des Noces de Figaro de Mozart, dans la Cour de l'Archevêché, puis monte Le Roi David de René Morax et Arthur Honegger au Capitole en 1958. La troupe retrouve Aix en juillet 1959 pour la représentation du Monde de la lune de Joseph Haydn d'après Goldoni, et le 23 juillet 1965, pour celle de L'Histoire du soldat, de Charles-Ferdinand Ramuz et Igor Stravinsky, déjà joué à l'Odéon le 11 juin 1962.
Mais aucun théâtre n'est affecté spécifiquement à la compagnie. En 1964, la troupe du Grenier s'installe dans le nouveau Théâtre Daniel-Sorano avec l'aide de la municipalité de Toulouse, avant d'en être exclu par la même majorité en 1969, et d'emménager en janvier 1970 dans un ancien cinéma de l'avenue de Muret, le Star, renommé Théâtre de la Digue, acheté en 1981 par l'État. En quarante années, Maurice Sarrazin monte plus de 150 pièces, et 5000 représentations, dans la plupart desquelles il joue également. Fidèle à l'optique des grands metteurs en scène de la décentralisation, il allie le répertoire classique (La Locandiera de Carlo Goldoni, Beaucoup de bruit pour rien, La Mégère apprivoisée et Le Roi Lear de William Shakespeare, Le Misanthrope de Molière) aux auteurs contemporains (Tania ou les Fruits de l'instruction de Tolstoï, Chroniques d’une planète provisoire de Gatti, L'Alouette d'Anouilh, Le Roi David de René Morax et Arthur Honegger mais aussi Giraudoux, Eugène Ionesco, Jean-Paul Sartre, Bertolt Brecht, Jean Cocteau). 
Associé à Bruno Bayen et sa Fabrique de théâtre entre 1975 à 1978, le Grenier retrouve le théâtre Sorano en 1983. Remplacé le 1er juillet 1985 à la tête du CDN par Jacques Rosner, sur décision de Jack Lang, Maurice Sarrazin ouvre à Paris l'école de théâtre Grenier-Maurice Sarrazin, qu'il dirige jusqu'en 1991. De nombreux comédiens sont passés par ce cours, comme Vincent Cassel, François Levantal, Jean-Yves Chalangeas, Florence Darel ou encore Anne Roumanoff.
En 2000, la ville de Toulouse lui confie la direction du théâtre Sorano, laissant sa place au terme de la saison 2002-2003 à Didier Carette.
Le Centre dramatique national de Toulouse, mais aussi des associations comme Le Grenier Maurice Sarrazin Sont apparentées à son histoire. Le Grenier de Toulouse est aujourd’hui dirigé par Stéphane Batlle et Pierre Matras. La troupe est à résidence au Théâtre «l’Escale » de Tournefeuille. En septembre 2018 fut inaugurée « La Maison du Grenier »,salle de répétition attitrée à la Compagnie et également siège de leur Ecole d’Art Dramatique.

## Composition
- Simone Turck
- Jacques Duby
- Pierre Nègre
- Pierre Chouvy

## Répertoire
- 1946 : Le Carthaginois de Plaute, Théâtre du Vieux-Colombier
- 1953 : L'Âge canonique de Christian Lude, Théâtre des Variétés
- 1958 : Le Roi David de René Morax et Arthur Honegger
- 1958 : L'Histoire du soldat de Charles-Ferdinand Ramuz et Igor Stravinsky
- 1960 : Le Mariage de Figaro de Beaumarchais, mise en scène Simone Turck
- 1962 : Le Roi David de René Morax et Arthur Honegger
- 1962 : L'Histoire du soldat de Charles-Ferdinand Ramuz et Igor Stravinsky, Théâtre de l'Odéon
- 1963 : Chroniques d'une planète provisoire d'Armand Gatti, Théâtre du Capitole de Toulouse
- 1966 : Le Roi Lear de William Shakespeare
- 1967 : V comme Vietnam d'Armand Gatti
- 1973 : La Vie de Galilée de Bertolt Brecht
- 1975 : L'Avare de Molière, mise en scène Maurice Sarrazin et Jean Favarel
- 1976 : La Dame de chez Maxim de Georges Feydeau
- 1995: Le Roi Lear, de Shakespeare 50e anniversaire du Grenier de Toulouse
- 1999 : Karamazov/Nuit Blanche d'après Fiodor Dostoïevski, mise en scène Didier Carette, Théâtre national de Toulouse
- 2000 : L'Avare de Molière, Théâtre Daniel Sorano